# Isla Mabul
Isla Mabul (en malayo: Pulau Mabul) es una pequeña isla frente a la costa sur-oriental del estado de Sabah en Malasia. La isla ha sido habitada por pescadores desde 1970. Luego, en 1990, se hizo popular para los buceadores debido a su proximidad a la isla de Sipadan.
Está situada a 15 km de Sipadan, tiene 20 hectáreas de superficie y se encuentra a 2,3 metros sobre el nivel del mar, consiste sobre todo en terreno plano y tiene forma ovalada. La rodean playas de arena, y algunos arrecifes.
Mabul es administrada por Semporna,  en el distrito de Tawau.